# Peromyscus crinitus
Peromyscus crinitus är en däggdjursart som först beskrevs av Clinton Hart Merriam 1891.  Peromyscus crinitus ingår i släktet hjortråttor, och familjen hamsterartade gnagare. IUCN kategoriserar arten globalt som livskraftig. Inga underarter finns listade i Catalogue of Life.
Vuxna exemplar är 7,3 till 8,5 cm långa (huvud och bål), har en 8,2 till 11,8 cm lång svans och väger 17 till 24 g. Bakfötterna är 1,8 till 2,3 cm långa och öronen är 1,5 till 2,2 cm stora. De största exemplaren lever i norra delen av utbredningsområdet. Dessutom är honor större än hanar. Håren som bildar pälsen på ovansidan är violetta nära roten och sedan ockra, bruna, rödaktiga eller svarta vad som ger ett överlagt ljusbrunt spräckligt utseende. Undersidan är täckt av ljusare till vitaktig päls. Även svansen är uppdelad i en mörk ovansida samt en ljus undersida. Allmänt är fötterna vita men en population har svarta fötter.
Arten förekommer i västra USA och nordvästra Mexiko. Den lever i torra landskap med flera stenar eller klippor med buskar eller gräs som växtlighet. Utbredningsområdet är uppdelat i flera från varandra skilda populationer.
Peromyscus crinitus äter frön, frukter och gröna växtdelar samt insekter och ibland andra smådjur. Fortplantningen sker under varma årstider. Honan har i genomsnitt 2,5 kullar per år och per kull föds upp till fem ungar. Individerna är främst nattaktiva.